# Visoki bicikl
Visoki bicikl je bicikl koji je neuobičajeno visok. U većini slučajeva on je proizvod hobista ili kućnih majstora koji najčešće dva ili više okvira tradicionalnih uspravnih bicikala vare ili nekom drugom metodom spajaju jedan iznad drugoga. Visoki bicikli se najčešće koriste za rekreaciju i zabavu ali i za putovanja. Biciklisti koji voze visoke bicikle ističu kako imaju bolji pregled nad situacijom (prometom) oko sebe te se zbog općeg čuđenja drugih sudionika u prometu osjećaju sigurno jer su primjećeniji od ostalih biciklista. Najveći nedostatak visokog bicikla je uspinjanje i silaženje s bicikla. U popularizaciji raznih oblika bicikala, visoki bicikl se ističe svojom posebnošću i zanimljivošću koncepta. 

## Povijest
Postoji nekoliko teorija o nastanku visokog bicikla poput one kako je visoki bicikl konstruiran za potrebe paljenja plinskih svjetiljki na ulicama Chicaga, ili za potrebe berača voća u Kataloniji ili za vježbu britanskih vojnika u kolonijalnim zemljama za utrke s devama. Izglednije je da su prvi visoki bicikli konstruirani u svrhu ekshibicija, promocija ili festivala. Poznato je kako se visoki bicikl pojavljuje s krajem 19. stoljeća o čemu svjedoče razne fotografije te novinski članci i oglasi.